# Kang a Kodos
Kang a Kodos Johnsonovi jsou fiktivní postavy z amerického animovaného seriálu Simpsonovi.
Kangovi v původním znění propůjčil hlas Harry Shearer a Kodos Dan Castellaneta. Jsou to zelení, věčně slintající, chobotnici podobní mimozemšťané z fiktivní planety Rigel VII a objevují se téměř výhradně ve Speciálních čarodějnických dílech. Někdy je jejich výskyt ústředním bodem zápletky, jindy se jedná o krátké cameo. Kang a Kodos často usilují o dobytí Země a obvykle je vidíme pracovat na zlověstných plánech, jak napadnout a podrobit si lidstvo. 
Duo se poprvé objevilo ve 2. řadě v dílu Zvlášť strašidelní Simpsonovi. S první kresbou Kanga a Kodos přišli scenáristé Jay Kogen a Wallace Wolodarsky. Hotový návrh vycházel z obálky čísla EC Comics. Kang a Kodos se krátce objevili v několika epizodách mimo Speciální čarodějnické díly a objevili se jako padouši v několika videohrách Simpsonových.

## Role vSimpsonových
Kang a Kodos, kteří mluví „rigelsky“, což shodou okolností zní přesně jako angličtina, jsou Rigelané z planety Rigel VII. Vzhledově jsou prakticky totožní, nosí dýchací helmy, jedním z mála rozlišovacích znaků je hlas dvojice, protože Kangův je hlubší. Ve většině vystoupení jsou vůči lidstvu nepřátelští. Jednou z výjimek je první vystoupení Kanga a Kodos v části Hladoví budiž prokleti Zvlášť strašidelných Simpsonových, kde zajmou rodinu Simpsonových a krmí je vynikajícími pokrmy. Líza začne mít podezření na jejich záměry a obviní Kanga a Kodos, že chtějí rodinu Simpsonových sníst. Kang a Kodos toto obvinění popírají a jsou rozhořčeni. Poté oba odvezou Simpsonovy zpět na Zemi.
Kang a Kodos několikrát napadli Zemi s různým výsledkem. V roce 1996 se Kang a Kodos vydávali za Billa Clintona a Boba Dolea a kandidovali proti sobě ve volbách v roce 1996. Američané nejprve prohlásili, že budou volit kandidáta třetí strany, ale Kang je přesvědčil, že tato možnost by byla plýtváním hlasů. Výsledkem bylo, že Kang byl zvolen prezidentem. Ve svém druhém vystoupení se rozhodli ovládnout Zemi poté, co občané vyhlásili světový mír, ale nakonec se jim to nepodařilo. Náboženství Kanga a Kodos je „kvantové presbyteriánství“, ačkoli Kodos později tvrdila, že je židovka. Mezi další Rigelliany, kteří se objevili, patří Serak Přípravář, kterého namluvil James Earl Jones a který objevil se pouze v dílu Zvlášť strašidelní Simpsonovi.
Kang a Kodos se objevili ve všech dosavadních Speciálních čarodějnických dílech, přičemž v mnohých ztvárnili hlavní role. Cameo výstupy Kanga a Kodose se obvykle objevují mezi jednotlivými částmi Speciálních čarodějnických dílů. Kang a Kodos například pozorují zombie útočící na Zemi z vesmíru. Dvojice se manaiakálně směje utrpení pozemšťanů, načež se scéna přepne zpět z vesmíru na Zemi. Kang a Kodos se vzácně objevili i v epizodách, které nejsou součástí Speciálními čarodějnickými díly, například v dílech Cena smíchu a Na pranýři, a měli nemluvené cameo v epizodě Akta S v sestavě s dalšími mimozemšťany.

## Postavy

### Vytvoření
Kang a Kodos se poprvé objevili ve 2. řadě v díle Zvlášť strašidelní Simpsonovi. S nápadem na Kanga a Kodos přišli Jay Kogen a Wallace Wolodarsky, autoři části Hladoví budiž prokleti. Ve scénáři byli Kang a Kodos zobrazeni jako „chobotnice ve vesmírné helmě se stopou slizu“. Konečný design vycházel z obálky čísla EC Comics. Ačkoli byli původně navrženi tak, aby neustále slintali, Matt Groening navrhl, aby neslintali pořád, čímž by se usnadnil proces animace. Animátorům však tato práce nevadila, což vedlo k tomu, že slintání ve scénáři zůstalo. Jména Kang a Kodos jsou odvozena od dvou postav ze Star Treku. Kang byl klingonský kapitán ztvárněný hercem Michaelem Ansarou v dílu Den míru, zatímco Kodos Kat byl lidský padouch z epizody Jeho Veličenstvo vrah. Kanga v původním znění namluvil Harry Shearer a Kodos Dan Castellaneta. Neoficiálním pravidlem scenáristů je, že Kang a Kodos se musí objevit v každé halloweenské epizodě. Navzdory tomuto pravidlu scenáristé tvrdí, že se na duo často zapomene a je přidáno na poslední chvíli, což vede k jejich krátkým výstupům.

### Vývoj
Tradičně se Kang a Kodos objevili v každém Speciálním čarodějnickém dílu jako součást dějové linky příběhu nebo jako camea. Ve Speciálním čarodějnickém dílu 9. řady se málem nedostali na scénu, ale Davidu X. Cohenovi se podařilo producenty přesvědčit, aby scénu ponechali. Kang se však neobjevil ve Speciálním čarodějnickém dílu XXI. Kang a Kodos se původně měli v seriálu objevovat pravidelně. Podle jednoho z nápadů je měl vidět pouze Homer a všichni ostatní si mysleli, že je Homer blázen, když mluvil o mimozemšťanech. Tento koncept byl však „příliš vzdálený“, což vedlo k tomu, že se postavy objevovaly pouze ve Speciálních čarodějnických dílech. V některých vystoupeních se Kang a Kodos několik sekund hystericky smějí. To navrhl Sam Simon. Během tvorby byly epizody často příliš krátké, a tak aby bylo více času, byl jejich smích prodloužen.
O pohlaví Kodos se vedly debaty ze strany fanoušků. Ve Speciálním čarodějnickém dílu 8. řady Kang představuje Kodos slovy: „Tohle je moje sestra Kodos.“. Tuto hlášku nadhodil George Meyer, a v pozdějších epizodách se jí dokonce poněkud drželi, protože se scenáristé snažili, aby Kang byl dominantnějším z dvojice. V předchozích a následujících epizodách byla Kodos označována jako muž. Ve videohře The Simpsons: Tapped Out je Kodos, ale nikoliv Kang, vyslána na misi, kterou mohou splnit pouze ženské postavy. V crossoverové epizodě Simpsonových s Futuramou Simpsorama navštíví Kang a Kodos, označovaní jako „Johnsonovi“, v 31. století na večeři opakující se postavy Futuramy Lrrr a Ndnd a oba se označují za ženy. V rozhovoru po odvysílání epizody producent Al Jean potvrdil, že Kang a Kodos Johnsonovi jsou „homosexuální ženský pár svého druhu“.

### Další výskyty
Kang a Kodos se objevili v několika různých videohrách Simpsonových. Dvojice se objevuje v závěru The Simpsons: Road Rage a Kang se objevuje jako postava závěrečného bosse ve hře The Simpsons Wrestling. Kang a Kodos se objevují ve vystřižených scénách jako hlavní padouši ve hře The Simpsons: Hit & Run z roku 2003. Ve snaze nasbírat nový materiál pro svou neúspěšnou televizní reality show Foolish Earthlings plánují Kang a Kodos omámit Springfield sérem na ovládání mysli, které distribuují prostřednictvím svého produktu „Nová a vylepšená Buzz Cola“. Po vypití koly prováděli lidé s vymytými mozky hloupé kousky pod dohledem sledovacích kamer připomínajících vosy, a to vše v zájmu lepší sledovanosti. Spolu s armádou dalších Rigelliánů se objevili také jako padouši ve videohře The Simpsons Game, ale stejně jako v Hit & Run se Kang a Kodos objevují pouze ve vystřižených scénách. V The Simpsons: Tapped Out byl Kang prémiovou postavou pro Halloween 2012 a Kodos ho následovala o rok později.
V roce 2001 se Kang a Kodos dočkali samostatných figurek v řadě hraček World of Springfield. Spolu s jejich vesmírnou lodí byli Kang a Kodos součástí sady Treehouse of Horror II exkluzivně pro Toys-R-Us. Oba mají také krátké cameo na atrakci The Simpsons Ride. V roce 2013 byla v blízkosti atrakce v parku Universal Studios Florida přidána samostatná atrakce s názvem Kang & Kodos' Twirl 'n' Hurl.
V roce 2009 se Kang a Kodos dočkali také sběratelských vinylových uměleckých hraček Kidrobot x The Simpsons. Kang byl vymodelován slintající a jako doplněk k němu byla součástí balení kniha Jak uvařit pro čtyřicet lidí. Kodos byla v tomto vydání figurkou pronásledovatele a přiloženým doplňkem byla vesmírná zbraň. Oba byli znovu vydáni společností Kidrobot x The Simpsons v rámci vydání The Treehouse of Horrors 3 Blind Box spolu s dalšími 10 postavičkami ze série Treehouse v září 2013.

## Přijetí
Několik Speciálních čarodějnických dílů, v nichž se dvojice objevila, bylo přijato dobře. V roce 2006 se James Earl Jones, hlas Seraka Preparera ve Zvlášť strašidelných Simpsonových, umístil na sedmém místě v seznamu 25 nejlepších hostů Simpsonových serveru IGN. Jones se také objevil na seznamu 25 nejoblíbenějších hostujících hvězd Simpsonových serveru AOL. Speciální čarodějnický díl 7. řady je sedmou nejoblíbenější epizodou tvůrce Simpsonových Matta Groeninga. V roce 2006 zveřejnil server IGN.com seznam deseti nejlepších částí Speciálních čarodějnických dílů a umístilo se v něm několik částí, v nichž vystupují Kang a Kodos, včetně pasáží Hladoví budiž prokleti, Občan Kang a Hvězdná sralbota.